# 开平区
开平区是中国河北省唐山市所辖的一个市辖区。唐山市中心城區之一。地處冀東平原，北依燕山，南臨渤海，總面積257.4平方公里。區人民政府駐新苑路2號。

## 历史
秦汉时地属右北平郡。隋朝时属卢龙县。唐朝时为石城县县治。元朝时属义丰县。明朝永乐元年，真定府开平中屯卫自大宁沙岭经由真定徒于此地，由此得名。此后，形成冀东四大名镇之一的开平镇。有“填不满的开平城”之说。清朝时，开平镇属滦州。晚清时，清政府在此开发开平煤矿。光绪四年（1878年），在开平马家沟矿设立开平矿务局。

## 人口
根據全國第七次人口普查數據顯示，截至2020年11月1日零時，常住人口279432人。

## 行政区划
开平区下辖5个街道办事处、6个镇：
马家沟街道、开平街道、税务庄街道、陡电街道、荆各庄街道、开平镇、栗园镇、越河镇、双桥镇、郑庄子镇和洼里镇。